# Gymnelia
Gymnelia is een geslacht van vlinders van de familie spinneruilen (Erebidae).

## Soorten
- G. abdominalis Rothschild, 1931
- G. baroni Rothschild, 1911
- G. beata Butler, 1876
- G. beatrix Druce, 1884
- G. bricenoi Rothschild, 1911
- G. carabayana Rothschild, 1911
- G. cennocha Schaus, 1924
- G. cincta Schaus, 1894
- G. colona Schaus, 1911
- G. doncasteri Rothschild, 1911
- G. dubia Rothschild, 1911
- G. ducei Schaus, 1924
- G. ethodaea Druce, 1889
- G. eusebia Druce, 1803
- G. felderi Rothschild, 1931
- G. flavicapilla Rothschild, 1931
- G. flavitarsis Walker, 1854
- G. gaza Schaus, 1892
- G. gemmifera Walker, 1854
- G. guapila Schaus, 1911
- G. hampsoni Klages, 1906
- G. hyaloxantha Dognin, 1914
- G. ichneumonoides Rothschild, 1911
- G. jordani Zerny, 1912
- G. latimarginata Hampson, 1898
- G. lucens Dognin, 1902
- G. ludga Schaus, 1924
- G. lycopolis Druce, 1883
- G. lyrcea Druce, 1883

- G. metallica Rothschild, 1911
- G. nigricornis Fabricius, 1787
- G. nobilis Schaus, 1911
- G. paranapanema Dognin, 1911
- G. pavo Hampson, 1914
- G. peculiaris Rothschild, 1931
- G. peratea Dognin, 1910
- G. perniciosa Dognin, 1923
- G. salvini Butler, 1876
- G. scita Walker, 1856
- G. semicincta Kaye, 1910
- G. sephala Druce, 1883
- G. simillimum Rothschild, 1911
- G. steinbachi Rothschild, 1911
- G. stuarti Rothschild, 1911
- G. taos Hampson, 1898
- G. tarapotensis Druce, 1897
- G. vesparia Perty, 1834
- G. villia Druce, 1906
- G. viridicingulata Rothschild, 1911
- G. xanthogastra Perty, 1834
- G. zelosa Dognin, 1899